# Guillaume Low
Guillaume Low ou Löw, est un important architecte belge, d'origine allemande, et qui eut son acmé au début du XXe siècle.
Sa biographie reste encore largement à écrire, même si de nombreux exemples de son œuvre sont déjà répertoriés dans l'Inventaire du patrimoine bruxellois.
Il a collaboré un certain temps avec Henri Van Massenhove et tout comme lui il a répandu et créé le modèle de la maison bruxelloise.

## Ses créations
- 1901 : maison personnelle de Guillaume Low rue Van Campenhout, 63, ornée de sgraffites par Gabriel Van Dievoet.
- 1902 : maison de Monsieur Dassesse, rue de Turin, ornée de sgraffites de style grec par Gabriel Van Dievoet.
- 1902 : maison de Monsieur Van Dooren rue Verbist, ornée de sgraffites floraux "pavots" par Gabriel Van Dievoet.
- 1902 : maison de Monsieur Vandevoorde, boulevard Léopold II, ornée de sgraffites "pavots" par Gabriel Van Dievoet.
- 1902 : maison de Monsieur Vandevoorde, rue de l'Église, ornée de sgraffites "grecs" par Gabriel Van Dievoet.
- 1903 : maison de Monsieur Van Bellinghem, rue Wilson, 66, ornée de sgraffites de style "renaissance", par Gabriel Van Dievoet.
- une vingtaine de maison rue aux Laines que le duc Englebert-Marie d'Arenberg fit construire par Guillaume Low au début du XXe siècle.
- 1903-1904 : projets pour l'aile sud incendiée du Palais d'Egmont, au Petit Sablon.

## Ses écrits
Il est l'auteur avec son ami Henri Van Massenhove d'un livre concernant leur conception de l'habitat moderne.
- Henri Van Massenhove et Guillaume Löw, Les Maisons Modernes, éditions Constant Baune, Bruxelles, 1901.